# Atsubetsu-ku (Sapporo)
Atsubetsu-ku (jap. 厚別区) ist einer von zehn Stadtbezirken (ku) von Sapporo, der Hauptstadt der japanischen Präfektur Hokkaidō. Er ist 24,38 km² groß und damit flächenmäßig Sapporos kleinster Stadtbezirk. Im Westen grenzt er an Shiroishi-ku, im Osten an die Stadt Ebetsu, im Südosten an die Stadt Kitahiroshima und im Süden an Kiyota-ku.

## Geographie
Atsubetsu-ku liegt in weitgehend flachem Gelände am Rande der Ishikari-Ebene, nur ganz im Süden steigt das Gelände leicht an. Im Osten hat der Bezirk einen kleinen Anteil am Nopporo-Wald, der als Naturpark geschützt ist. Der namensgebende Fluss Atsubetsu, der zum Einzugsgebiet des Toyohira gehört, bildet fast die gesamte westliche Bezirksgrenze. Bedeutende Zuflüsse sind Nopporo und Sanri.

## Geschichte
1883 ließen sich die ersten Siedler in der Gegend nieder. 1889 wurde die Straße von Sapporo nach Ebetsu eröffnet, 1894 folgte der Bahnhof Atsubetsu an der Hakodate-Hauptlinie. Ab 1902 gehörte das Gebiet zur Gemeinde Shiroishi, die 1950 mit der Stadt Sapporo fusionierte. Von 1943 bis 1945 bestand eine Munitionsfabrik. Ansonsten war Atsubetsu landwirtschaftlich geprägt, wobei Milchwirtschaftsbetriebe überwiegten. Dies begann sich in den 1950er Jahren mit der Verwirklichung umfangreicher Wohnbauprojekte zu ändern.
Ab 1972 gehörte Ashibetsu zum Bezirk Toyohira-ku. Im selben Jahr begann die Stadtverwaltung, das Gebiet rund um den neuen Bahnhof Shin-Sapporo an der Chitose-Linie zu einem Subzentrum mit Bürogebäuden und Einkaufszentren zu entwickeln. 1982 folgte die Erschließung durch die U-Bahn. Die Einwohnerzahl stieg derart rasch an, dass die Regierung am 6. November 1989 aus dem östlichen Teil von Toyohira-ku den neuen Bezirk Atsubetsu-ku schuf.

## Verkehr
Hauptverkehrsachse ist die Nationalstraße 12, die von Sapporo aus in Richtung Iwamizawa und Asahikawa führt. Ganz im Südwesten quert die Hokkaidō-Autobahn nach Muroran das Bezirksgebiet.
Zwei Eisenbahnstrecken führen durch Atsubetsu-ku, die Hakodate-Hauptlinie mit den Bahnhöfen Atsubetsu und Shinrinkōen sowie die Chitose-Linie mit den Bahnhöfen Shin-Sapporo und Kami-Nopporo. Gleichzeitig ist Shin-Sapporo die östliche Endstation der Tōzai-Linie der U-Bahn Sapporo. Weitere U-Bahnhöfe sind Hibarigaoka und Ōyachi. Hinzu kommen mehrere Buslinien privater Gesellschaften.

## Sehenswürdigkeiten
- Atsubetsu-Park mit Stadion
- Historisches Hokkaidō-Dorf (Freilichtmuseum)
- Hokkaidō-Museum
- Naturpark Nopporo Shinrin-kōen
- Sapporo Science Center
- Sunpiazza Aquarium

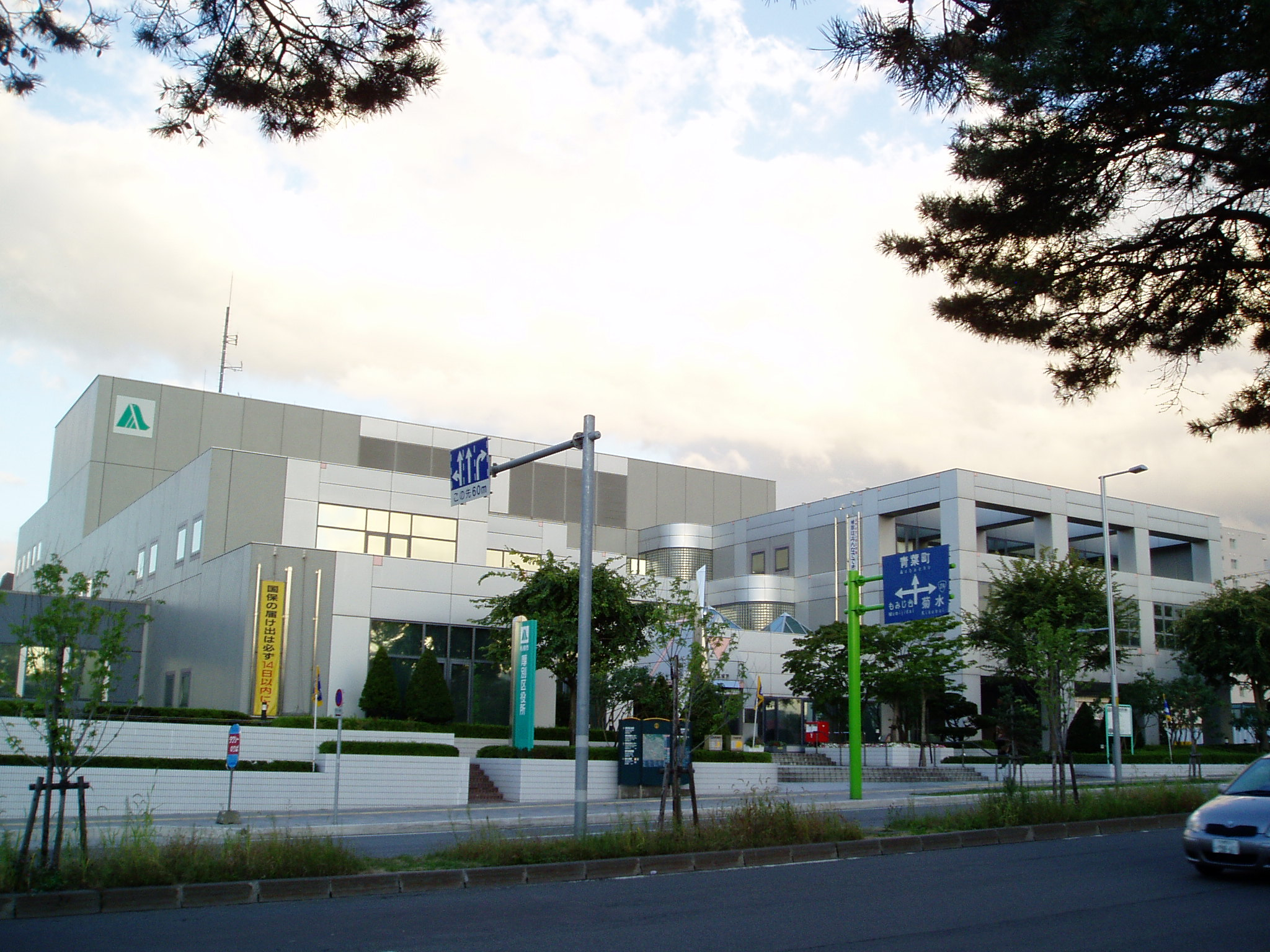
Rathaus des Bezirks Atsubetsu-ku
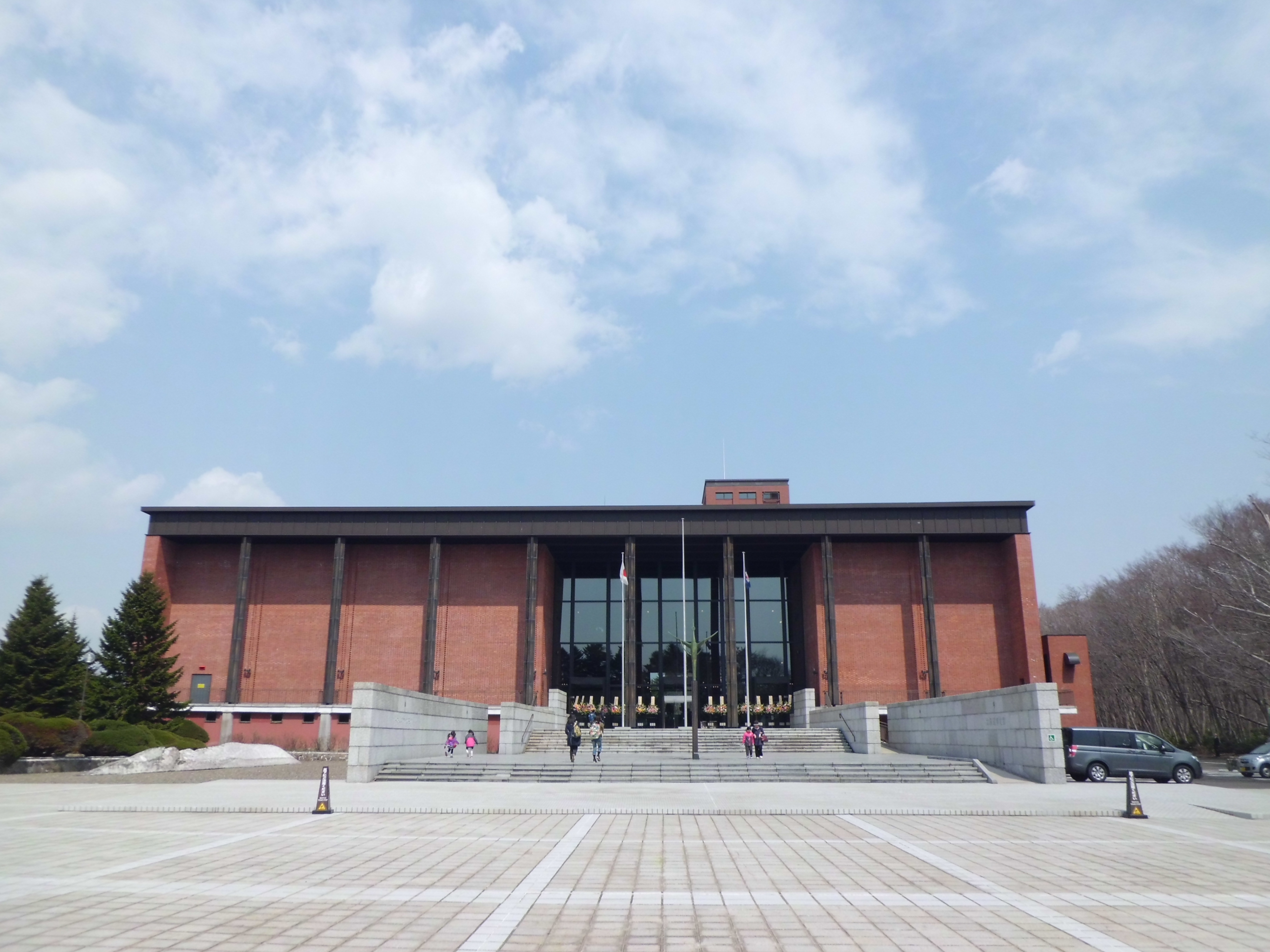
Hokkaidō-Museum
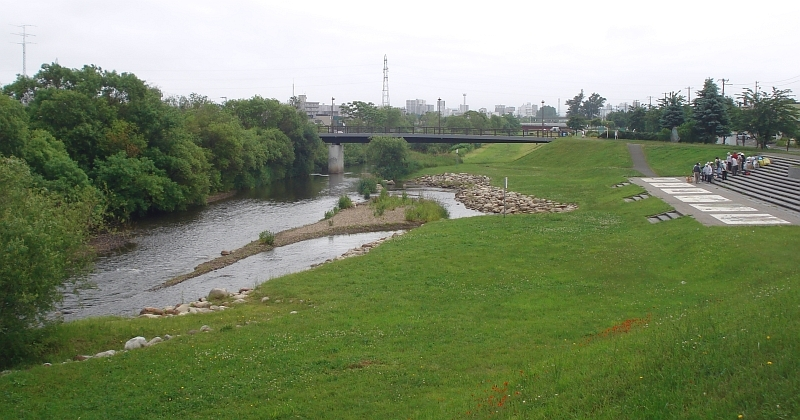
Am Atsubetsu-Fluss
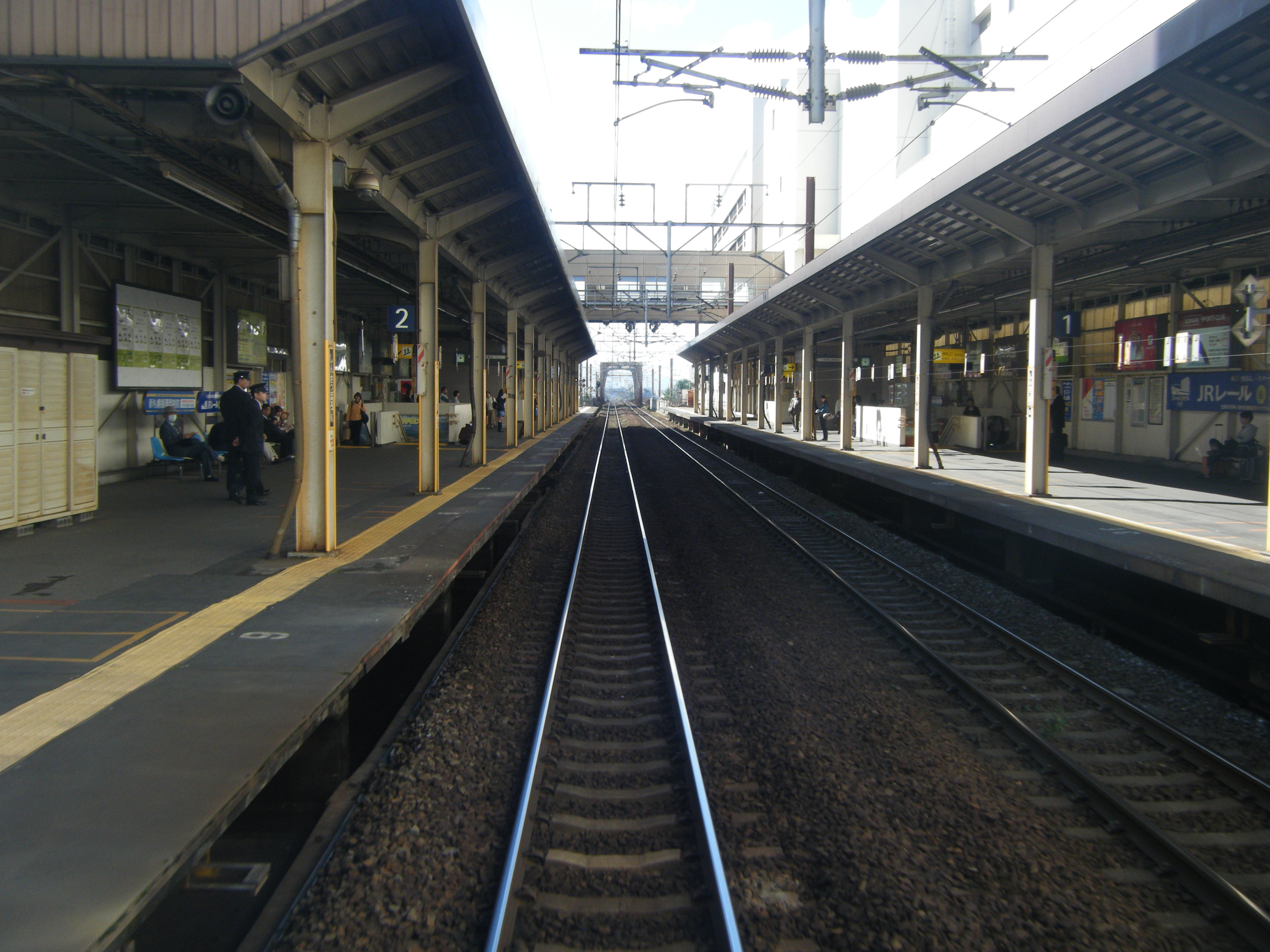
Bahnhof Shin-Sapporo
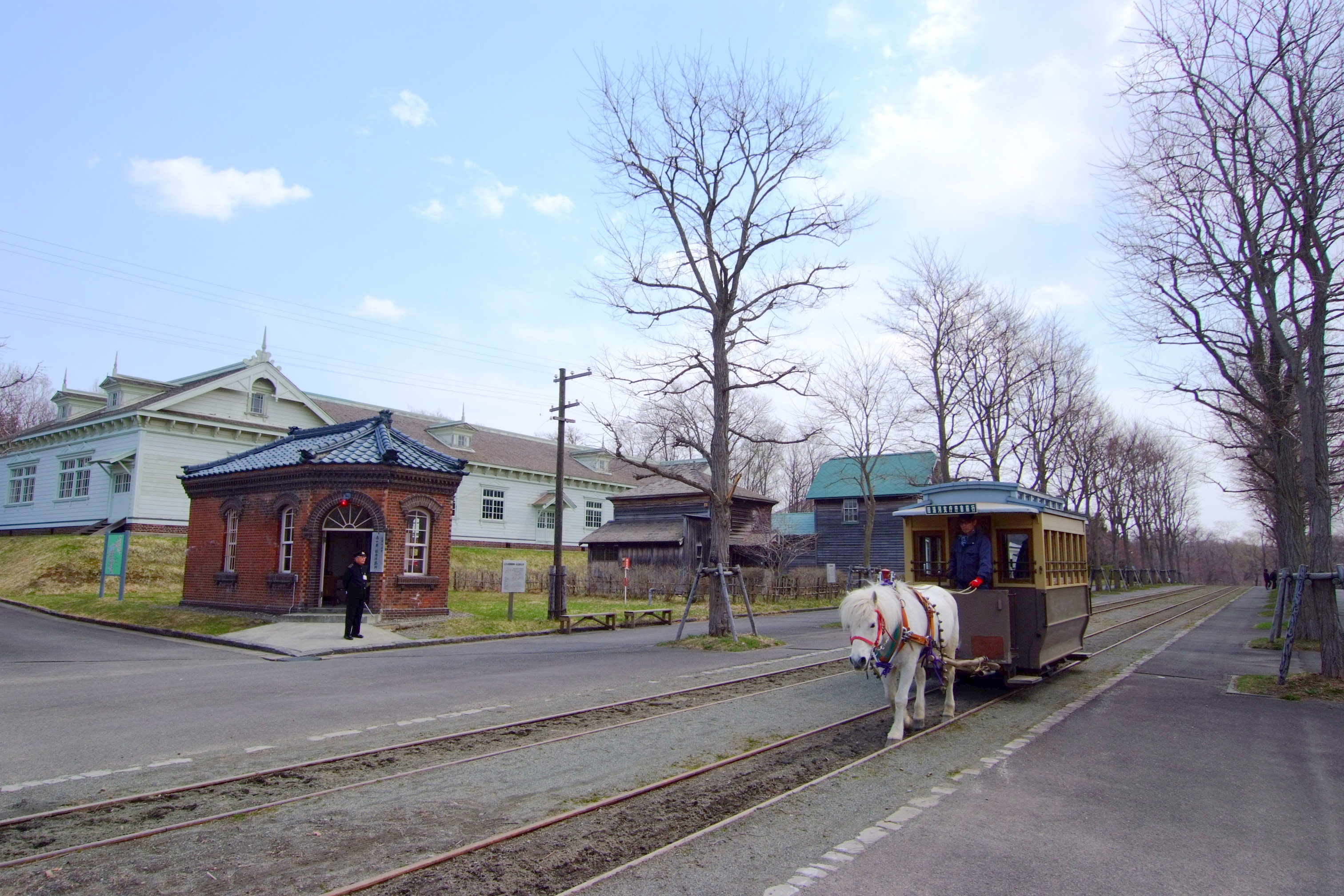
Pferdebahn im Freilichtmuseum

## Bildung
- Hokusei-Gakuen-Universität
- Seisa-Universität